# NeXTSTEP
NeXTSTEP (також NeXTstep, NeXTStep, та NEXTSTEP) — об'єктно-орієнтована, багатозадачна операційна система, що була розроблена компанією NeXT Computer для власних комп'ютерів.
NeXTSTEP 1.0. була видана 18 вересня 1989 року. Останній реліз перед перейменуванням в OpenStep 3.3 був виданий в 1995 році і працював не лише на процесорах родини Motorola 68000, але й на IBM PC-сумісних x86/Intel, Sun SPARC і HP PA-RISC. За часів версії 3.2, NeXT об'єдналася з Sun Microsystems для розробки OpenStep — кросплатформного стандарту та засобу розробки (для Sun Solaris, Microsoft Windows та NeXT-версій ядра Mach), заснованого на NeXTSTEP 3.2.
4 лютого 1997 року корпорація Apple Computer придбала NeXT і використала OpenStep як основу для Mac OS X. Спадщину OpenStep в Mac OS X можна помітити в середовищі розробки Cocoa, де класи бібліотеки Objective-C мають префікси NS. Також існує вільний варіант OpenStep — #GNUstep.

## GNUstep
GNUstep — вільна реалізація OpenStep, об'єктно-орієнтованого API (Objective-C) для об'єктно-орієнтованих операційних систем. Частина проекту GNU для GNU/Linux, MacOS, Windows та BSD.
GNUstep забезпечує мовне зв'язування для мов програмування Java, Ruby, Guile  Використовується для розробки застосунків з графічним інтерфейсом, а також серверних застосунків.

### Étoilé
Étoilé (фр. зірковий) — вільне середовище робочого столу для UNIX-подібних операційних систем засноване на GNUstep і написане з нуля. Завдяки модульності та легкості компонентів, а також документації, що надається, користувач може створити своє власне оточення, комбінуючи сервіси (додатки) та інші компоненти.
Étoilé замість звичних метафор робочого столу використовує більш високорівневий принцип об'єктів. З його допомогою він може представити деякі об'єкти як файли (які зазвичай так не відображаються), наприклад, людей. Проект також сподівається уникнути негнучкості імен файлів та їх ієрархій, дозволяючи користувачеві помічати об'єкти та збирати їх (замість покладатися на папки).